# T Весов
T Весов (лат. T Librae) — одиночная переменная звезда в созвездии Весов на расстоянии (вычисленном из значения параллакса) приблизительно 1010 световых лет (около 310 парсеков) от Солнца. Видимая звёздная величина звезды — от +15,6m до +10,2m.

## Характеристики
T Весов — красная пульсирующая переменная звезда, мирида (M) спектрального класса M4e-M5,5e или M4. Эффективная температура — около 3500 К.